# 节奏布鲁斯
节奏蓝调（英語：Rhythm and blues，簡稱R&B或RnB，有时也称为节奏布鲁斯），是一种美国非裔艺术家首先采用，并融合了爵士乐、福音音乐和蓝调音乐的音乐形式。此音乐术语是由美国告示牌（Billboard）于1940年代末所提出。
节奏蓝调最初于1947年在美国由告示牌雜誌的Jerry Wexler创造为一个音乐的市场营销术语，取代了种族音乐（英語：Race Music，又譯黑人音樂；最初来源于黑人社群，但是被战后的社会认为是会令人很不愉快的词语），而告示牌在1949年將其分類為哈林暢銷排行榜。这个词最初被用于定义包含了12小節蓝调格式和一种带有节拍背景的電藍調融合爵士乐的音乐，后来这种音乐转变成了一种摇滚乐的基本元素。
在1995年《Rock & Roll: An Unruly History》一書中，Robert Palmer把节奏蓝调定义为那些約定俗成、用来意指任何一种美国黑人创造的音乐。在他1981年出版的《Deep Blues》中，Palmer用「R&B」作为蓝调的缩写。
Lawrence Cohn是《Nothing But the Blues》的作者，写到节奏蓝调是一个宣传人员为了产业便利所发明的，除了古典音乐和宗教音乐，节奏蓝调包括了所有的黑人音乐，除了那是一首福音歌曲並且其銷售足以打入流行榜。
在1960年代，节奏蓝调被用于总括靈魂樂和放克音樂的术语。而现在R&B的缩写差不多一直被用于代替全寫「节奏蓝调」，而主流則用它來表示由迪斯可逐步變得不那麼流行而发展出来的当代节奏蓝调，一個现代灵魂乐受放克音樂影响的流行音樂。

## 起源
首先由非洲裔美国人艺术家所演奏，融合了爵士乐、福音音乐和蓝调音乐的音乐形式。
這個音樂術語由是美國告示牌杂志（Billboard）於1940年代末所提出。

## 先驱
20世纪20年代到30年代，非洲裔美国人向芝加哥、底特律、纽约、洛杉矶等工业城市的迁徙为爵士、蓝调以及其它各类由全职创作音乐的个人或者小团体演奏的音乐开启了一个新的篇章。节奏蓝调的先驱们来自创作爵士和蓝调音乐的音乐家。在20世纪20到30年代的末期，一些音乐家的作品开始出现爵士风格和蓝调风格的融合，如The Harlem Hamfats乐队1936年的《Oh Red》就是一个很典型的例子。类似的例子还有Lonnie Johnson, Leroy Carr, Cab Calloway, Count Basie，和T-Bone Walker他们的作品。除此之外乐器使用上也开始出现一些改变，电吉他开始成为主要的演奏乐器之一。

## 20世纪40年代后期
1948年，唱片发行商RCA Victor在"Blues and Rhythm"分类下发行黑人音乐。在那一年，Louis Jordan占据了R&B榜单前五首歌曲中的三首，并且前五首中有两首基于boogie-woogie旋律。boogie-woogie旋律是在20世纪40年代开始流行的。
Jordan的乐队Tympany Five组建于1938年，他在乐队中担任萨克斯手和歌手，同时还有其他音乐家负责小号、高音萨克斯、钢琴、贝斯和鼓。Lawrence Cohn将Jordan的音乐描述为"grittier than his boogie-era jazz-tinged blues":173 Robert Palmer将其描述为"urbane, rocking, jazz-based music with a heavy, insistent beat"。Jordan的音乐，还包括Big Joe Turner、Roy Brown、Billy Wright和Wynonie Harris的音乐，现在被称为jump blues。Paul Gayten、Roy Brown和其他一些音乐家当时已经尝试了现在被称为rhythm and blues的音乐风格。在1948年，Wynonie Harris重新制作了Brown在1947年发行的专辑"Good Rockin' Tonight"，并在销售榜上名列第二。乐队领袖Sonny Thompson的"Long Gone"排在第一。
1949年，"Rhythm and Blues"在Billboard上替代了原先的分类“Harlem Hit Parade”同时在那一年，由乐队领袖兼萨克斯手的Paul Williams录制的"The Huckle-Buck"成为了排名第一的R&B音乐，并保持了接近一年。"The Huckle-Buck"由编曲人Andy Gibson所创作，由于曲调有伤风化且略显下流，它被描述为"dirty boogie"。
Paul Williams和他的"The Huckle-Buck"演唱会常常十分骚乱，以至于不止一次得被停止。它的歌词（由Roy Alfred所写，他同时还写了1955年上榜歌曲Rock and Roll Waltz的歌词）充满性暗示。一位来自费城的青年说"That Hucklebuck was a very nasty dance"。
同时在1949年，一首20年的蓝调音乐"Ain't Nobody's Business"的新版本在榜单上排第四（它由Jimmy Witherspoon重新创作）。Louis Jordan和他的乐队Tympany Five的作品Saturday Night Fish Fry也在此名列榜单前五。许多这些歌曲都是由当时刚成立的唱片公司发行，例如Savoy（成立于1942年）、King（成立于1943年）、Imperial（成立于1945年）、Specialty（成立于1946年）、Chess（成立于1947年）、Atlantic（成立于1948年）。

## 20世纪50年代
1956年，一场“Top Star of 56”蓝调音乐巡演在北美洲展开。许多当红R&B音乐人参与其中，如Chuck Berry, Cathy Carr, Shirley & Lee, Della Reese, the Cleftones等等。这场巡回演唱覆盖面非常广，所到城市中不乏美国的大城市哥伦比亚、纽约、安纳波利斯、匹兹堡、布法罗，乐队后来又来到了加拿大进行演出，最后跨越了美国的中西部，在德克萨斯结束。这场巡演极大地提升了蓝调音乐的影响力和知名度。
这一时期，走进大众视野最著名的节奏蓝调音乐人是埃尔维斯·普雷斯利（猫王）。1957年，他的两张R&B专辑取得了销量前5名的好成绩，其中"Jailhouse Rock"/"Treat Me Nice"取得第一名，"All Shook Up"取得第五名。这被视为黑人艺术前所未有的成就。
另一位爵士钢琴家兼歌手，纳京高（Nat King Cole），同样也在R&B音乐中取得了不俗的成就。他的作品"Mona Lisa"、"Too Young"、"Looking Back"/"Do I Like It"也取得了前5名的好成绩。

## 现代节奏藍調
节奏蓝调在現今被定義為非裔美式的流行音樂，源起於迪斯可音樂後續之1980年代，融合了靈魂樂、黑人靈歌、放克、流行音樂以及嘻哈(1986年後)，也就是當代節奏藍調。現代节奏蓝调的編制特徵包含電音形式錄音製作的風格、類比鼓機的節奏，以及一種較為柔和、圓渾豐厚的歌聲。雖然其多與黑人靈歌那更富激越而情感高亢的音樂類別有所互異，然則兩者實互有不可或缺的重合元素，尤其在新傑克搖擺、嘻哈靈音以及新靈魂等嘻哈音樂的類屬中可見一斑。